# 七号転用機

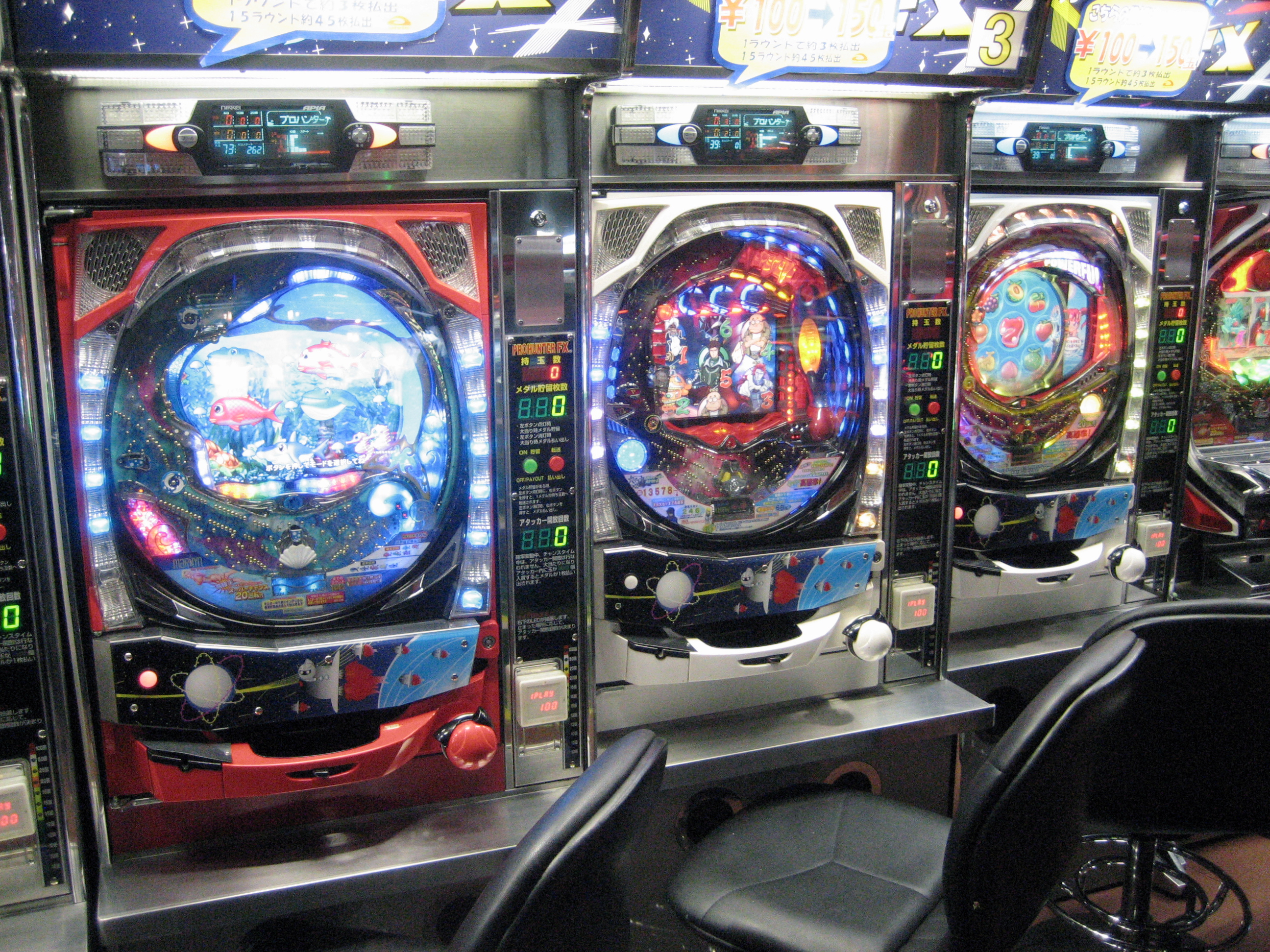
パチンコタイプのメダルゲーム機

七号転用機（ななごうてんようき）は、ゲームセンターに設置される機械（アーケードゲーム）のジャンルの一つ。「七号」とは、風俗営業等の規制及び業務の適正化等に関する法律（風適法）第2条4号（旧7号）で規定される「ぱちんこ屋」を指し、そこで使用される機器すなわちパチンコ・パチスロを、ゲームセンター営業用に転用した機器を意味する。
2016年6月23日の風適法の改正により、号数が7号から4号へ繰り上がったが、業界団体である日本アミューズメントマシン工業協会（JAMMA）の規定上は「7号」表記のままである。

## 概要
日本アミューズメントマシン工業協会（JAMMA）により「健全化を阻害する機械基準」が制定され、認定制度（払い出し率や性能を改造する必要がある）が作られたが、単にコインセレクターを交換しただけのものなど基準を守っていない改造品も多く見られる。
ゲームセンターは風営法で定める風俗第五号営業に当たり、遊技の結果によって賞品を提供することが禁じられている。この店が風俗第四号営業であるパチンコ店との違いとなる。

そのため、四号機であるパチンコ・パチスロからの転用は、現在メダルゲームのみに認められており、クレーンゲームなど景品（プライズ）を獲得することを目的とするプライズ機への転用は認められていない。
また、ゲームの結果に応じてチケットを払い出し、そのチケットを景品と交換できるリデンプション機への転用も認められていない。現在の日本国内のゲームセンターではリデンプション営業は違法である。
なお、全日本アミューズメント施設営業者協会連合会 (AOU) は、営業時間の延長や年少者時間制限の緩和とともに、リデンプション営業の容認を求めていた。
過去にはプライズマシン仕様の転用機も販売されていたが、現在は製造されておらず、また過去にプライズタイプの転用機として製造された機械は、景品払い出し機構を外すように警察から指導が入っている。このため改造されたプライズ払い出しタイプの機械では、単に払い出しを行わないだけでボーナスゲーム終了時の得点リセット（＝ゲームオーバー）は変わらないという、一種のぼったくりマシンとなっている。
またプライズタイプを改造し、メダルゲームで利用できるメダルがカプセルに入って払い出される、メダルと交換できるチケットが払い出される、もしくはボーナスが成立した段階でスタッフによる交換が行われる、という形式で運用が行われる場合がある。この場合については特段の規定が存在せず、各地のゲームセンターでよく見られる光景である。
しかしながら現在でも、一定の点数に到達するとメダル等の払い出しが行われ、それを景品に交換したり、現金と同等の価値で支払いが行える形式で営業を行っている店舗が後を絶たない。これは主にカラオケボックスやレンタルビデオ店、ゲームソフト店などの、風営法の営業許可を受けていない店舗で見られる。これらは形式上「景品交換ではなく会員向けのサービスの一環」として運用を行っている場合が多いが、実際にはメダルと景品等とを交換しており、違法なリデンプション営業に該当する行為である。
だが実際には、摘発されるかどうかは所轄警察の匙加減という非常に曖昧な状況で運用が行われている。現実問題として数が多すぎて全ての案件に対応することが難しいと考えられる。これら曖昧な運用を逆手に取った営業形態の一つに金スロがある。